# Couilly-Pont-aux-Dames
Couilly-Pont-aux-Dames (franskt uttal: [kuji pɔ̃.t‿o dam]
 ( lyssna)) är en kommun i departementet Seine-et-Marne i regionen Île-de-France i norra Frankrike. Kommunen ligger i kantonen Serris som tillhör arrondissementet Meaux. År 2022 hade Couilly-Pont-aux-Dames 2 131 invånare.

## Befolkningsutveckling
| Befolkningsutvecklingen i Couilly-Pont-aux-Dames 1968–2021 | Befolkningsutvecklingen i Couilly-Pont-aux-Dames 1968–2021 | Befolkningsutvecklingen i Couilly-Pont-aux-Dames 1968–2021 | Befolkningsutvecklingen i Couilly-Pont-aux-Dames 1968–2021 | Befolkningsutvecklingen i Couilly-Pont-aux-Dames 1968–2021 |
| ---------------------------------------------------------- | ---------------------------------------------------------- | ---------------------------------------------------------- | ---------------------------------------------------------- | ---------------------------------------------------------- |
|                                                            |                                                            |                                                            |                                                            |                                                            |
| År                                                         |                                                            |                                                            | Folkmängd                                                  |                                                            |
| 1968                                                       | 1968                                                       |                                                            | 850                                                        |                                                            |
| 1975                                                       | 1975                                                       |                                                            | 1 037                                                      |                                                            |
| 1982                                                       | 1982                                                       |                                                            | 1 273                                                      |                                                            |
| 1990                                                       | 1990                                                       |                                                            | 1 635                                                      |                                                            |
| 1999                                                       | 1999                                                       |                                                            | 1 897                                                      |                                                            |
| 2007                                                       | 2007                                                       |                                                            | 2 042                                                      |                                                            |
| 2015                                                       | 2015                                                       |                                                            | 2 175                                                      |                                                            |
| 2021                                                       | 2021                                                       |                                                            | 2 100                                                      |                                                            |